# Таскен (село)
Таскен (каз. Таскен, до 2000 г. — Калинино) — упразднённое село в Сайрамском районе Туркестанской области Казахстана. В 2014 году включено в состав города Шымкент и исключено из учетных данных. Входило в состав Тассайского сельского округа. Код КАТО — 515273200.

## Население
В 1999 году население села составляло 2076 человек (993 мужчины и 1083 женщины). По данным переписи 2009 года, в селе проживало 4414 человек (2175 мужчин и 2239 женщин).